# Anton Hansen Tammsaare
Anton Hansen Tammsaare (nome correto Anton Hansen, Albu, Järvamaa, 30 de janeiro de 1878 – Tallinn, 1 de março de 1940), foi um escritor estoniano, cujo volumoso romance Tõde ja õigus (Verdade e Justiça; 1926-1933) é considerado uma das principais obras da Literatura estoniana e "O Romance Estoniano".

## Biografia
Tammsaare nasceu em Järvamaa, na fazenda Tammsaare, município de Albu, filho de um fazendeiro. Ele veio de uma família pobre, mas que soube poupar dinheiro suficiente para a sua educação. Estudou em Väike-Maarja e Tartu no colégio de Hugo Treffner e depois na Universidade de Tartu, onde freqüentou o curso de Direito. Os estudos de Tammsaare foram interrompidos pela tuberculose em 1911. Ele passou mais de um ano no sanatório de Sochi - onde sua casa pode ser hoje em dia visitada pelos turistas - e os seis anos seguintes na fazenda de seu irmão em Koitjärve, Estônia, lendo as obras de Cervantes, Shakespeare e Homero.
Em 1918, quando a Estônia tornou-se independente, Tammsaare mudou-se para Tallinn. E foi lá que ele escreveu suas obras que lhe deram um lugar permanente na Literatura estoniana. Embora Tammsaare tirasse seus temas da história e vida do povo estoniano, seus romances têm profundas ligações com as idéias de Bergson, Jung e Freud, e com escritores como Knut Hamsun e André Gide.

## Obras selecionadas
- Kaks paari ja üksainus, 1902 - Dois pares e um sozinho
- Vanad ja noored, 1903 - Velhos e jovens
- Raha-auk, 1907 - O buraco do dinheiro
- Uurimisel, 1907 - Na expectativa
- Pikad sammud, 1908 - Passos longos
- Üle piiri, 1910 - Sobre a fronteira
- Noored hinged, 1909 - Espíritos jovens
- Poiss ja liblik, 1915 - O menino e a borboleta
- Keelest ja luulest, 1915 - Sobre a língua e a poesia
- Kärbes, 1917 - A mosca
- Varjundid, 1917 - As formas das sombras
- Sõjamõtted, 1919 - Pensamentos de guerra
- Juudit, 1921 - Judite
- Kõrboja peremees, 1922 - O mestre de Kõrboja
- Pöialpoiss, 1923 - O anão
- Sic Transit, 1924
- Tõde ja õigus I-V, 1926-33 - Verdade e justiça, Vol.1-5
- Meie rebane, 1932 - Nossa raposa
- Elu ja armastus, 1934 - A vida e o amor
- Ma armastasin sakslast, 1935 - Eu amei uma alemã
- Kuningal on külm, 1936 - O rei tem frio
- Hiina ja hiinlane, 1938 - A China e um chinês
- Põrgupõhja uus Vanapagan, 1939 - As desventuras do novo satanás (ou: O diabo com um passaporte falso ou: O novo diabo de Põrgupõhja)
- Miniaturas, 1977
- Kogutud teosed, 1977-1993 (18 vols.) - Coleção de trabalhos